# Envenenamiento por setas
Se llama intoxicación por setas (o micetismo) a los síntomas resultantes de la ingestión de sustancias tóxicas presentes en ciertas setas u hongos venenosos, las cuales pueden ir desde molestias gastrointestinales leves hasta la muerte. Aquellas toxinas son subproductos generados por los propios hongos.
El envenenamiento por setas es típicamente el resultado de ingerir setas silvestres tóxicas erróneamente identificadas como comestibles. Debido a que algunas setas silvestres comestibles y algunas setas silvestres ponzoñosas tienen apariencias muy similares, tales errores suelen deberse a una mala identificación basada en características superficiales. Incluso recolectores de setas muy experimentados pueden resultar envenenados en ocasiones por comer especies tóxicas, a pesar de conocer bien los riesgos.

## Mito y realidad
Hay mucho folclore que proporciona pistas engañosas respecto a las características que presentan las setas venenosas,.   tales como:
- Tienen colores chillones y brillantes. (Falso: algunas especies muy tóxicas son totalmente blancas, como la Amanita virosa).
- Ausencia de infestación por caracoles o insectos. (Falso: los hongos pueden ser inocuos para los invertebrados y tóxicos para los humanos. Por ejemplo, la Amanita phalloides suele estar perforada por larvas de insectos.)
- Se vuelven negras al contacto con cubiertos de plata o con una cebolla. (Falso: la mayoría de las setas suelen oscurecerse a medida que se marchitan.)
- Huelen y saben muy mal. (Falso: algunas setas venenosas son deliciosas, según las víctimas. Es el caso de la Amanita phalloides).
- Es seguro comerlas si se cocinan lo suficiente. (Falso: la estructura química de algunas toxinas es muy estable, incluso a temperaturas altas).

En realidad, no existen reglas simples que permitan identificar las setas venenosas. La única regla completamente fiable para evitar el emponzoñamiento, por supuesto, es la abstinencia. Una regla común seguida por los recolectores de setas es que en caso de duda, se desecha la seta. En general, la única forma de minimizar los mayores riesgos es contar con experiencia, tener conocimientos taxonómicos y de distribución, y ser prudentes. Lo ideal es consumir aquellos que son conocidos o cultivados para fines comestibles.
Los recolectores de setas silvestres deben seguir algunas normas prácticas (véase recolección de setas).
Lo que no se debe hacer 
- No comer setas que no han podido identificar sin lugar a dudas.
- Por ningún motivo permitir que los niños recojan setas para consumirlas.
- Nunca mezclar especies comestibles con otras dudosas cuando recolectan, pues pueden romperse y entremezclarse las partes. Una sola seta venenosa puede contaminar una cesta completa.
- Nunca ingerir hongos recolectados crudos
- Nunca ingerir hongos pequeños o en mal estado.
- No recoger hongos que no han completado su desarrollo.

Además:
- Es más seguro cocinar bien las setas antes de consumirlas.
- El consumo de alcohol debe limitarse cuando se comen nuevas setas salvajes debido a que algunas especies, notablemente ciertos coprinos entintados (Coprinus atramentarius), pueden provocar una reacción adversa (los buenos libros sobre setas documentan esta reacción para las especies involucradas).

## Recolecciones en Europa
Un micólogo o recolector de setas experimentado sabrá que especies tienen un aspecto fácil de confundir, provocando un envenenamiento. En Europa, especialmente en las zonas boscosas, mucha gente conoce uno o dos tipos de hongos locales que han sido recolectados y consumidos durante generaciones, así como usados en la cocina regional. En Italia y Francia, por ejemplo, algunas variedades de Boletus edulis (porcini en italiano, cèpe en francés) han sido recolectadas y consumidas desde al menos la época romana. Estos hongos son miembros del género Boletus, que puede ser identificado en parte por el hecho de que tienen poros en lugar de láminas, característica presente en pocas setas ponzoñosas similares.
En algunas regiones de Europa las setas no se consumen, pero en otras, como Finlandia, Escandinavia y Rusia, que han sufrido tradicionalmente de escasez de víveres en los inviernos, existe un amplio conocimiento local sobre las setas comestibles y estas constituyen una parte destacable de su cocina. Sin embargo, muchos entusiastas de las setas se limitan a recoger sólo las fácilmente reconocibles, como las cantarelas y boletus, evitando los agáricos. La falsa colmenilla (Gyromitra esculenta) se llama a menudo el «fugu de la cocina finesa» y no sin razón: es mortalmente venenosa cruda, pero deliciosa cuando se prepara adecuadamente.
Como se ha mencionado, sin embargo, los especímenes que tengan aspectos parecidos a setas comestibles locales pueden ser variedades mortales en otras zonas, por lo que no deben recolectarse sin un buen conocimiento del biota local. Por ejemplo, la deliciosa cantarela (Cantharellus) se consume ampliamente en Escandinavia, donde no hay riesgo de confundirla con especies venenosas. Sin embargo, se sabe que en Norteamérica este hongo de tierra ha sido confundido con la seta de olivo (Omphalotus illudens), que crece en el suelo donde hay madera en putrefacción enterrada. También hay informes recientes de confusión entre la seta de los cementerios (Volvariella speciosa), una especie comestible popular en Asia, y la cicuta verde (Amanita phalloides), una especie ponzoñosa mortal en Norteamérica y Europa.
Otro problema frecuente surge del hecho que las amanitas malolientes (Amanita virosa) en formación se parecen mucho al conocido champiñón, muy consumido. Esta similitud entre ambas especies es la causa de varias muertes al año sólo en Escandinavia.

## Casos en América
Existen casos fatales documentados en Chile debido a la presencia en la zona sur del país de una gran variedad de la especie Amanita tales como Amanita phalloides (mortalmente tóxica), Amanita gemmata, Amanita muscaria, Amanita phanterina y otras especies como: Galerina spp.,  Lepiota spp., Clytocibe spp.,  Inocybe spp.,  Psilocybe spp.
En Chile se producen 10 casos al año de los cuales 4 son fatales.

## Toxicidad
La toxina alfa-amanitina es extremadamente tóxica:  basta con 5 mg de esta toxina para producir la muerte de un adulto. 
Una seta promedio contiene 30 a 90 mg de esta sustancia.
Uno de los órganos más afectados es el riñón. Tras la ingestión de estas toxinas, su funcionalidad se ve afectada, transitoria o permanentemente, y se hace imprescindible el uso de programas alternativos de filtrado de la sangre (hemodiálisis). De este modo, la insuficiencia renal es una de las características principales de la toxina denominada orellanina, presente, por ejemplo, en el Cortinarius orellanus.
Las amatoxinas y falotoxinas de las amanitas alteran el funcionamiento gastrointestinal, provocando gastroenteritis, deshidratación, convulsiones y delirios.
La giromitrina provoca fiebre, y trastornos digestivos y nerviosos que pueden conducir al coma.
Los efectos patológicos de la hemolisina se caracterizan por la destrucción de los glóbulos rojos de la sangre. Es lo que ocurre cuando Amanita rubescens se cocina poco y no se llega a destruir la toxina por acción del calor.
Existen otras toxinas que provocan confusión, visiones irreales, euforia y agitación. La psilocybina, psilocina y bufotenina están presentes en determinadas setas alucinógenas como los géneros Psilocybe y Amanita. La muscaridina, presente en Amanita muscaria, provoca efectos en el sistema nervioso.
La coprina, asociada a la ingesta de alcohol, produce reacciones gastrointestinales, angustia y taquicardia, entre otros síntomas.

## Síntomas y patología

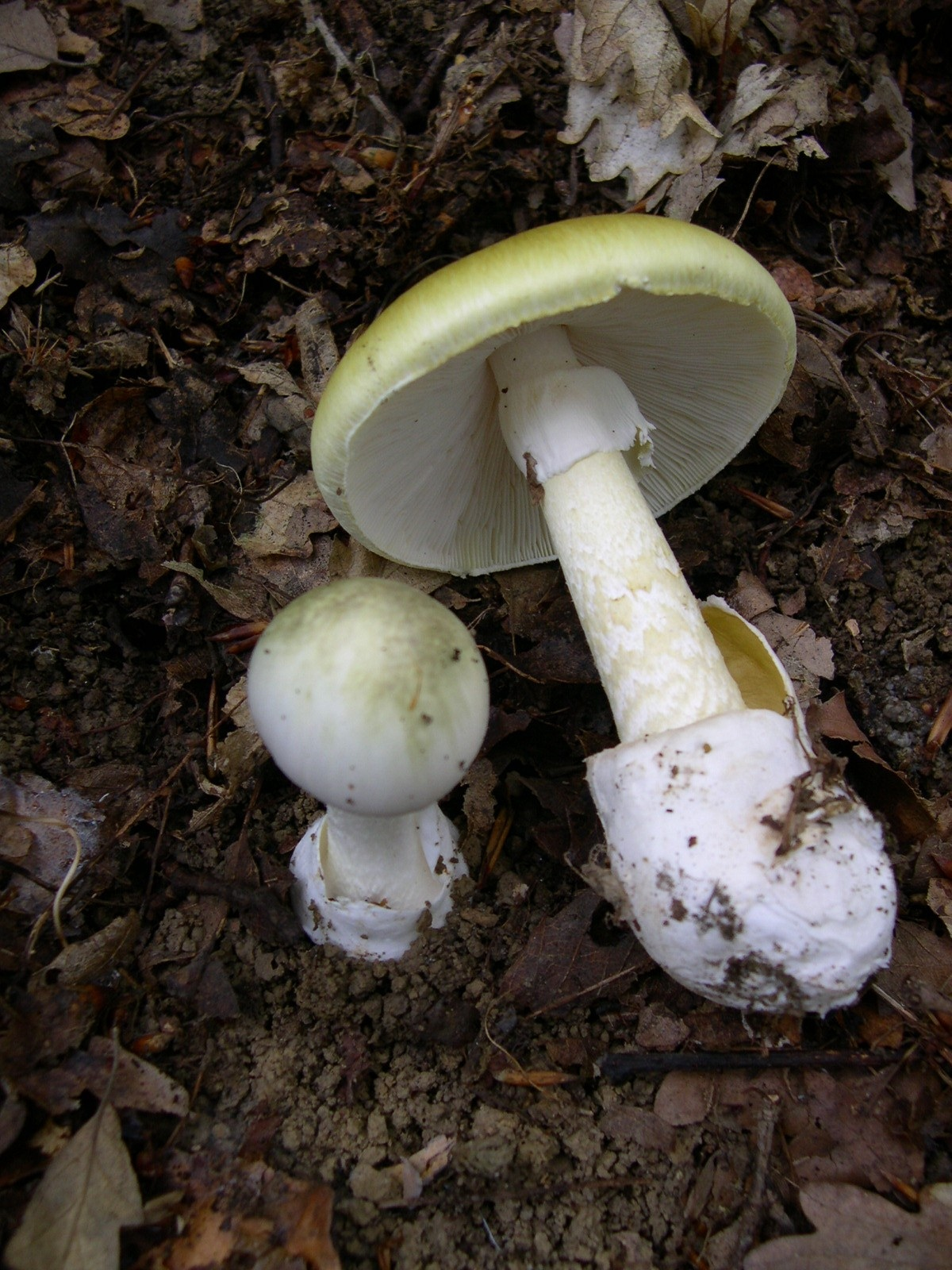
Amanita phalloides, una especie extremadamente tóxica para el consumo humano.

Los síntomas graves no siempre aparecen justo después de comer las setas venenosas. A menudo no lo hacen hasta que la toxina ataca los riñones, hasta varios días después de la ingesta.
Sintomatología:
- Letargo
- Dolor de cabeza
- Mareo
- Sudor frío
- Vómitos
- Dolor abdominal agudo
- Ictericia
- Diarrea severa
- Hepatitis

Existen casos de envenenamiento de tal gravedad que produce hepatitis fulminante requiriendo trasplante del órgano afectado para salvar la vida del afectado.
Los síntomas de la hepato-toxicidad por consumos de hongos son:
- Primera etapa (6 a 24 h): Predominan síntomas como dolor abdominal, náuseas, vómitos, diarrea, fiebre, deshidratación, hipotensión y alteraciones hidroelectrolíticas.
- Segunda etapa (24 a 48 h): Los síntomas iniciales mejoran pero son engañosos, aunque las alteraciones hepáticas y renales pueden seguir progresando.
- Tercera etapa (3 a 5 días): Ictericia, encefalopatía e insuficiencia hepática agravada por destrucción de las células hepáticas. La tasa de mortalidad asociada con su ingestión es de 20 a 30 %.

Si se trata pronto a los enfermos, la muerte suele poder ser evitada. Sin embargo, con algunas toxinas la muerte puede sobrevenir en unos pocos días, si la especie ingerida era una muy venenosa.

## Especies venenosas
Tres de las setas más letales pertenecen al género Amanita: Amanita phalloides (también llamada cicuta u oronja verde), Amanita virosa y Amanita verna (o cicuta blanca). Otras dos son del género Cortinarius. Cortinarius rubellus y Cortinarius orellanus. Estas especies causan el mayor número de fallecimientos. Las principales toxinas son la alfa-amanitina en el género Amanita y la orellanina en el género Cortinarius.
Las siguientes especies pueden provocar grandes malestares pero son letales con menor frecuencia:

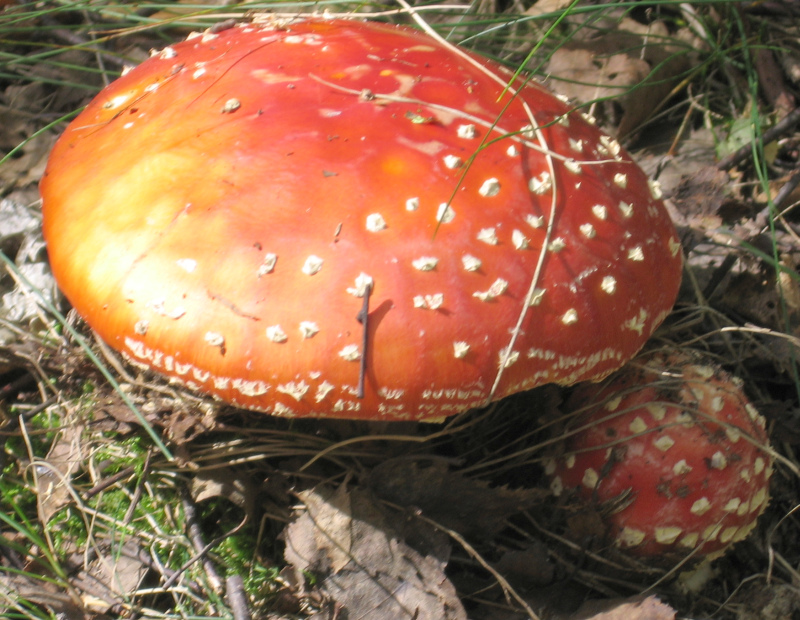
Amanita muscaria.

- Amanita muscaria (falsa oronja) - Intoxicaciones muy raras, posiblemente porque su apariencia peculiar y obvia la hace fácilmente identificable. .
- Amanita pantherina - Contiene toxinas parecidas a las de la A. muscaria pero en mayores cantidades. Los primeros síntomas aparecen tras 8 a 12 horas, sobreviviendo del 80 al 85 % de las víctimas.
- Entoloma spp. - Altamente venenosas, como Entoloma sinuatum (pérfida o engañosa), Entoloma rhodopolium y Entoloma nidorosum. Los primeros síntomas aparecen tras 20 minutos a 4 horas.
- Galerina - Algunas especies contienen alfa-amanitina (veneno mortal).
- Muchas Inocybe spp., tales como Inocybe fastigiata e Inocybe geophylla, contienen muscarina, siendo Inocybe patouillardii la única de la que se sabe que ha causado muertes.
- Algunas Clitocybe blancas, incluyendo Clitocybe rivulosa y Clitocybe dealbata - Los primeros síntomas aparecen tras 15 a 20 minutos.
- Tricholoma tigrinum - Sin secuelas tras 2 a 6 horas de intenso dolor.
- Tricholoma equestre (seta de los caballeros) - Hasta hace poco considerada comestible, puede provocar rabdomiólisis cuando se consume repetidamente.
- Hypholoma fasciculare  - Puede provocar envenenamientos graves.
- Omphalotus olearius - Leve.
- Gyromitra esculenta (hongo bonete o falsa colmenilla) - Puede no afectar en absoluto a algunas personas. Capaz de provocar la muerte cuando se consume cruda, resulta inocua y deliciosa cuando se cocina correctamente.
- Paxillus involutus (pasillo enrollado) - Se creía que era comestible, pero ahora se sabe que destruye los glóbulos rojos cuando se consume con frecuencia.
- Boletus satanas.
- Boletus rhodoxanthus.
- Conocybe filaris - Contiene amatoxinas y a veces se confunde con las Psilocybe.
- Algunas especies de Agrocybe contienen cantidades letales de toxinas.
- Hebeloma crustuliniforme - Provoca síntomas gastrointestinales como náuseas y vómitos.

## Casos notables de envenenamiento
- Siddhartha Gautama (conocido como Buda), según algunas fuentes, pudo morir envenenado por setas alrededor de ~479 a. C.,[8] aunque esta afirmación no ha sido aceptada universalmente.[9]
- Se dice que el emperador romano Claudio murió envenenado con la seta de la muerte. Sin embargo, esta historia apareció unos dos siglos después de los hechos, e incluso es discutible que Claudio fuera asesinado.[10]
- El autor de best-sellers Nicholas Evans (autor de por ejemplo El hombre que susurraba a los caballos) fue envenenado (pero sobrevivió) tras comer Cortinarius rubellus.[11][12]
- Los padres del físico Daniel Gabriel Fahrenheit, creador de la escala de temperatura Fahrenheit, murieron en Danzig el 14 de agosto de 1701 por ingerir accidentalmente setas venenosas.[13]
- El compositor Johann Schobert murió en París en 1767, junto con su mujer, todos sus hijos menos uno, su criada y cuatro conocidos, tras insistir en que ciertas setas venenosas que habían recogido eran comestibles, en contra de la advertencia expresa de los cocineros de dos restaurantes distintos a los que había llevado las setas.[14]
- En julio de 2023, cuatro personas en Korumburra, Australia, enfermaron violentamente después de consumir un Solomillo Wellington que se sospechaba que contenía Amanita phalloides. Tres de los cuatro comensales murieron posteriormente, y uno sobrevivió, recibiendo más tarde un trasplante de hígado.[15]
- En agosto de 2023, el profesor Vitaly Melnikov, de 77 años, que había dirigido el Departamento de Sistemas de Cohetes y Naves Espaciales de Moscú en RSC Energia (principal fabricante ruso de naves espaciales), enfermó gravemente de forma repentina y posteriormente murió tras comer setas no comestibles.[16]